# Smögens Plåt & Svetsindustri
Smögens Plåt & Svetsindustri AB var ett varv på Smögen.
Smögens Plåt- & Svetsindustri grundades 1944 under namnet Smögens Bleck- & Plåtslageri. År 1947 flyttades verksamheten till Tegelholmen på Smögen. Varvet levererade tyngre plåtarbeten, främst ombyggnader och reparationer av båtar.
Företaget levererade sitt första nybygge 1957, en bilfärja som gick i trafik mellan Smögen och Kungshamn fram till det att Smögenbron började trafikeras 1979.  
Företaget köptes 2005 av Smögenbryggan AB och bolagen fusionerades senare. Varvsverksamheten lades ner. 

## Byggda fartyg i urval
- 1961 Linfärjan Viktoria
- 1967 E/S Vaxholmen, ombyggd till eldriven färja 2015
- 1972 Linfärjan Lee-Flora
- 1979 M/S Hamnen, Göteborgs hamn
- 1980 Linfärjan Lina
- 1983 Linfärjan Malin
- 1985 LL 338 Ternö av Smögen
- 1986 KA 15 Tallona, Sturkö[1]
- 1987 Linfärjan Karna
- 1988 Venus av Nogersund, från 1995 LL 628 Atlantic i Grundsund[2]
- 1990 GG 562 Randi, Fotö
- 1991 Linfärjan Maria[3]
- 1992 Lotsbåt 775
- 1993 Lotsbåt 776
- 2004 SD 199 Klijoni, 2004, Nordkoster[4]

## Bildgalleri

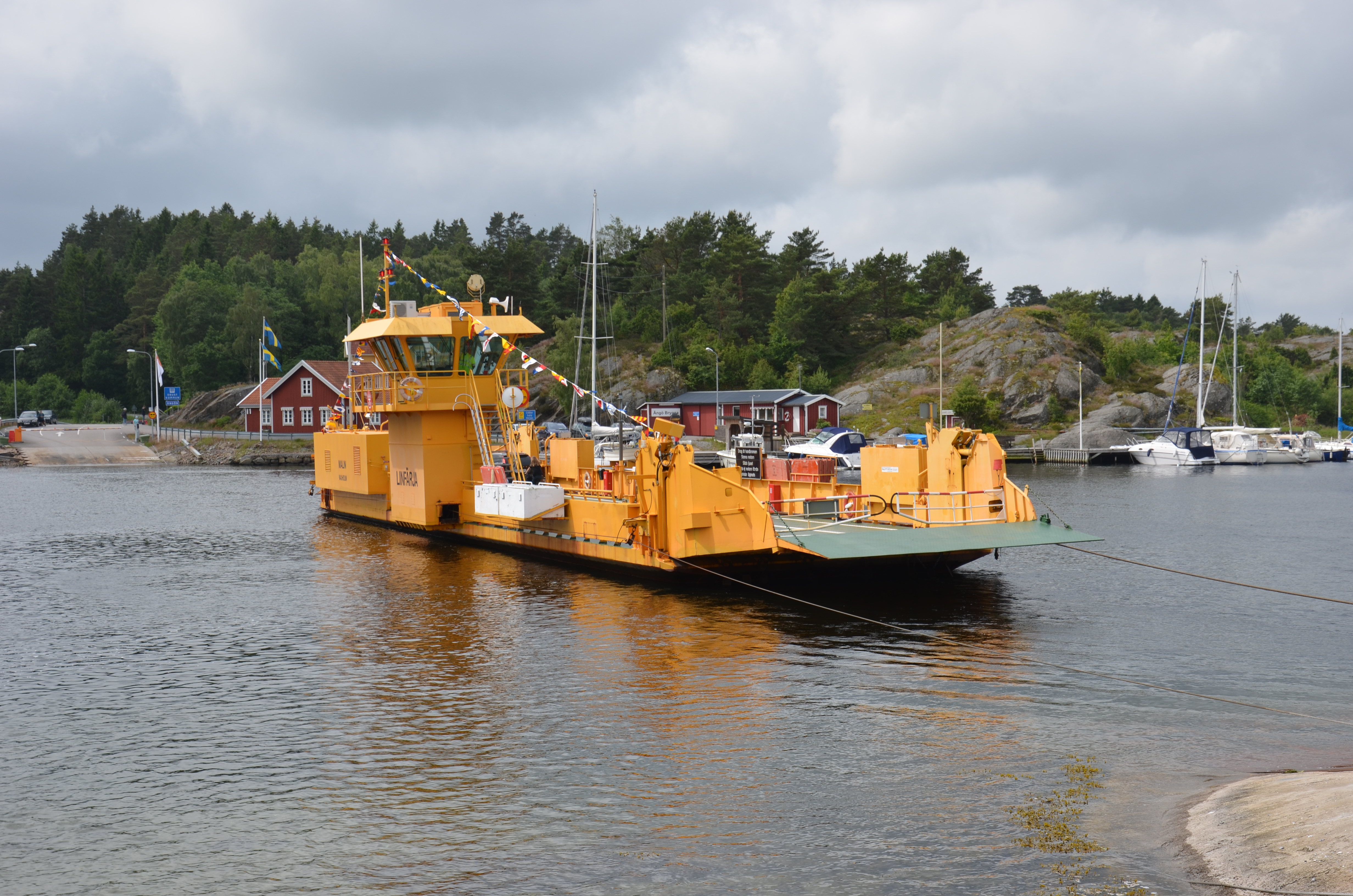
Linfärjan Malin lägger ut från Fruvik
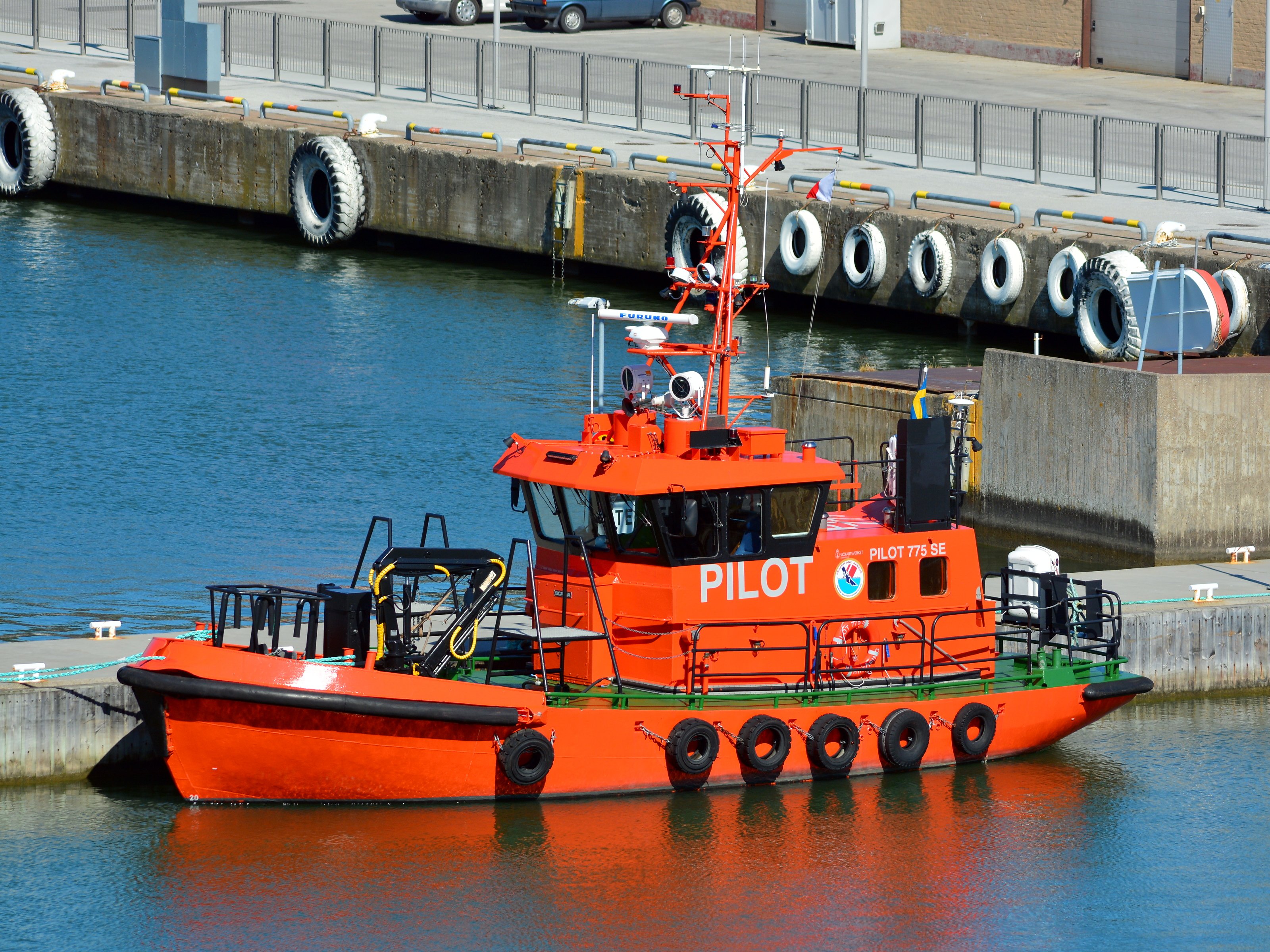
Lotsbåt 775 i Visby hamn
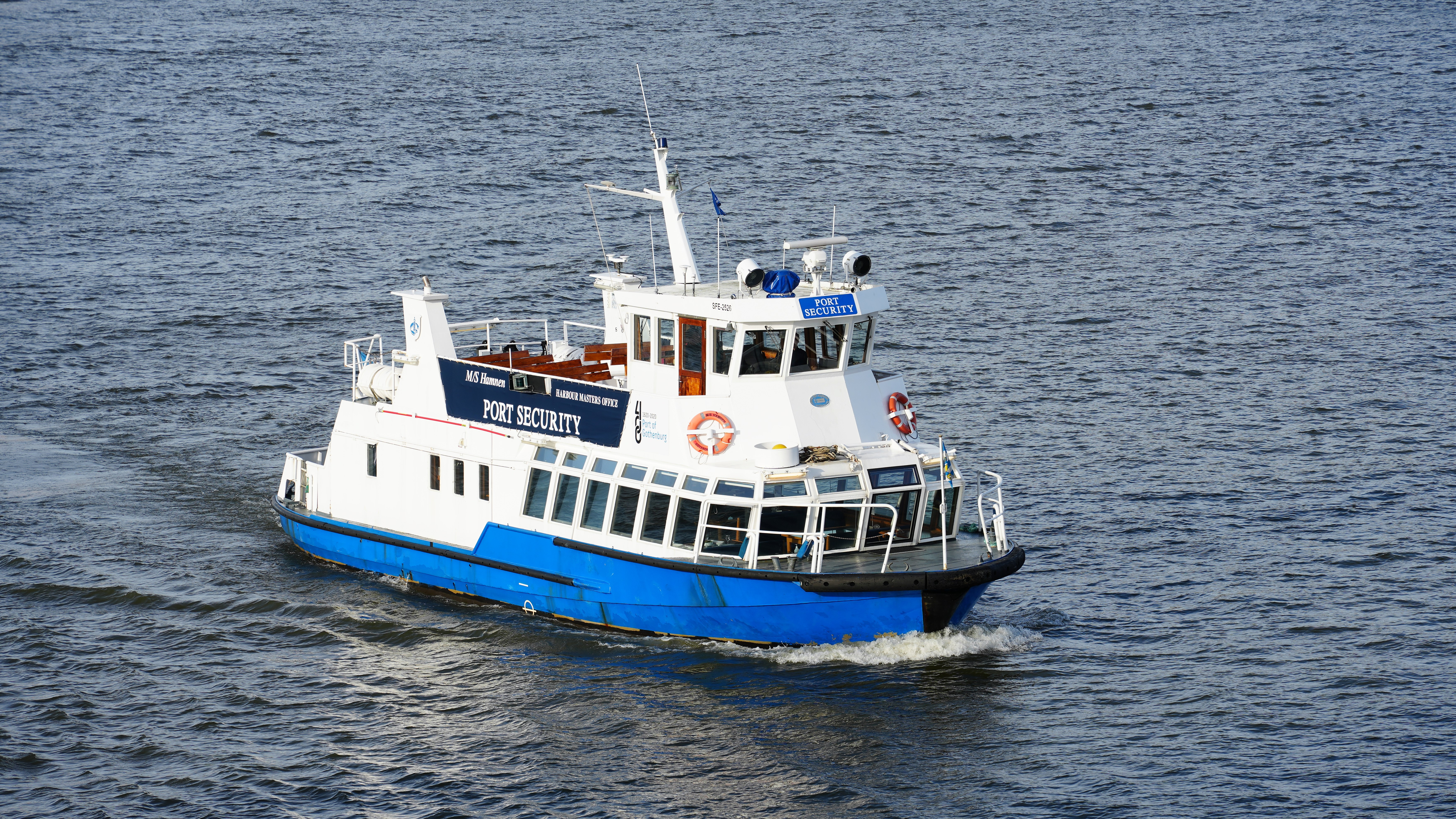
M/S Hamnen